# Ювілейний проспект (Харків)
Ювілейний проспект — одна з найбільших вулиць у місті Харків. Розташована в історичному районі міста — Салтівці, у східній частині. Забудова, здебільшого — багатоповерхові житлові будинки другої половини XX століття.

## Історія вулиці

24-поверховий житловий будинок

Історична назва — Поздовжня вулиця — існувала до 1968 року. У 1968 році розпочато забудову вулиці й перетворення її на проспект, який отримав назву проспект 50-річчя ВЛКСМ. Під цією назвою він проіснував до листопада 2015 року, коли дістав сучасну назву.
Вулиця була перетворена на проспект на честь 25-ї річниці взяття Харкова радянськими військами під час Другої світової війни, через що Харківська міська рада надала йому назву Ювілейний.

## Транспорт
На початку проспекту — на території ТЦ «Барабашово» розташована станція Салтівської лінії Харківського метрополітену «Академіка Барабашова». Також планується будівництво станції метро «Проспект Тракторобудівників» на перетині проспектів Ювілейного та Тракторобудівників.
У схемі розвитку Харківського метрополітену від 2004 року також була присутня перспективна станція метро «Гвардійців Широнінців», яка мала б розміститися на перетині проспекту та вулиці Гвардійців Широнінців, проте у сучасних схемах розвитку ця станція відсутня.
Нині Ювілейним проспектом курсують 5 тролейбусних маршрутів: № 19, 20, 24, 31 та 35.
У минулому також проспектом курсували тролейбусні маршрути: № 4, 22, 30, 32, 34, 42, 63, 65, 66 та P (нині скасовані).

## Визначні місця
- ТЦ «Барабашово»
- Кінотеатр «KinoLand»
- ТРК «Україна»
- 24-поверховий радянський хмарочос

## Галерея

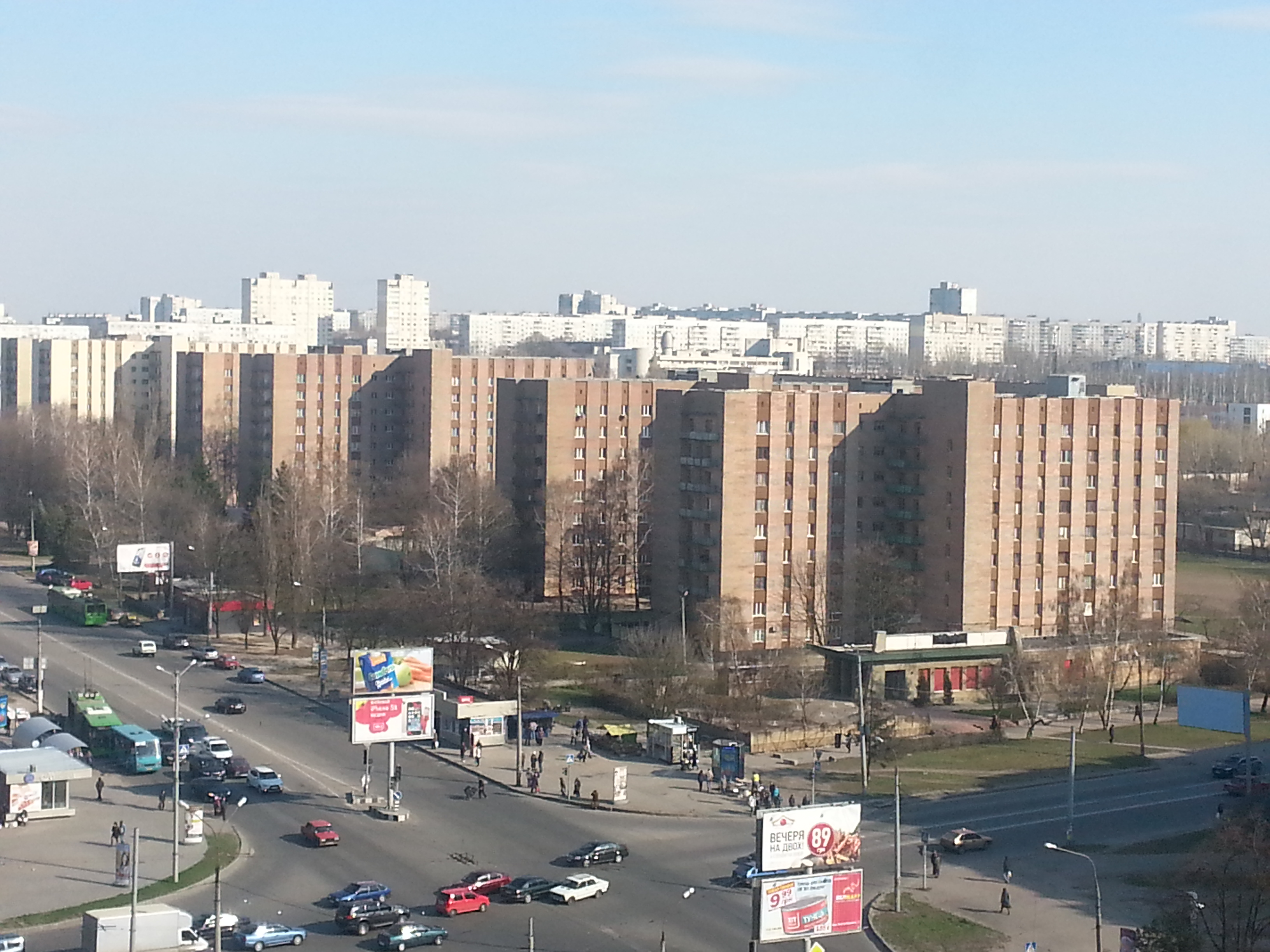
В районі перетину з вулицею Гвардійців-Широнінців
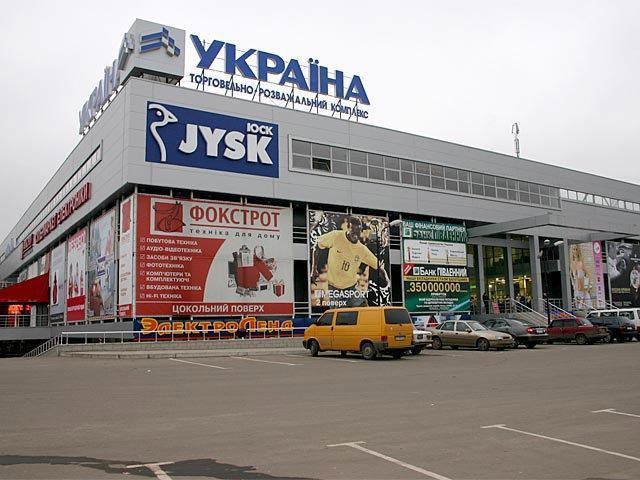
Торговельно-розважальний комплекс «Україна»